# Anita Magsaysay-Ho
Anita Magsaysay-Ho (Manilla, 25 mei 1914 – 5 mei 2012) was een Filipijns kunstschilder. Ze was het enige vrouwelijke lid van de Thirteen Moderns, een voorstaande groep Filipijnse modernistische kunstenaars en werd in 1958 door een panel van experts gekozen bij de zes belangrijkste kunstschilders van het land. De meest bekende werken van Magsaysay-Ho hebben als onderwerp de schoonheid van Filipijnse vrouwen die zich bezighouden met alledaagse zaken.

## Biografie
Anita Magsaysay werd geboren in 1914 in Manilla. Haar ouders waren Armilla Corpus en Ambrosio Magsaysay, een ingenieur. Een neef van Anita was de latere Filipijnse president Ramon Magsaysay, wiens vader Exequiel een broer van Anita's vader Ambrosio was. Ze studeerde aan de School of Fine Arts van de University of the Philippines (UP), waar ze leskreeg van prominent Filipijnse schilders als Fabian de la Rosa, Fernando Amorsolo en diens broer Pablo Amorsolo. Aansluitend volgde ze UP’s School of Design, met docenten als Victorio Edades en Enrique Ruiz. Na haar studie aan de UP vertrok ze in de jaren 30 naar de Verenigde Staten, waar ze studeerde aan de Cranbrook Academy in Michigan en schilder- en tekenles kreeg in New York. In New York ontmoette ze Robert Ho, afkomstig uit Hongkong. Ze trouwden en verhuisden naar China, waar Ho het scheepvaartbedrijf Magsaysay Inc. begon. De jaren erna kreeg het stel vijf kinderen en verhuisden ze vanwege Ho's werk regelmatig. Zo woonden ze in Brazilië, Canada, Hongkong en Japan. Overal waar ze woonde had Anita de beschikking over een studio, waar ze veel tijd doorbracht om te schilderen.
In het begin van de jaren 40 waren de invloeden van haar docent Fenando Amorsolo duidelijk te zien, zowel qua onderwerp als de helderheid van de schilderingen. Later evolueerde haar werk richting het modernisme hetgeen zich onder andere uitte in haar kubistische stijl. Ze werd een van de Thirteen Moderns, een groep van Filipijnse modernistische kunstenaars.
Op 3 oktober 1999 bracht de verkoop van haar schilderij 'In the Marketplace' uit 1955 bij Christie's in Singapore S$669.250 (US$405.360) op. Dit was een record was voor een Filipijns kunstenaar bij leven. In 2005 bracht Alfredo Roces een biografie van haar uit, genaamd 'In Praise of Women'. Ze schilderde door tot op hoge leeftijd, tot ze in 2009 een beroerte kreeg. Drie jaar later, krap drie weken voor haar 98e verjaardag, overleed Anita Magsaysay-Ho.

## Prijzen
- 2e prijs op de Manila Grand Opera House Exhibition (1950) voor "Five Senses"
- 1e prijs van The Philippine Art Association (PAG) (1952) voor "The Cooks"
- 2e prijs van The Philippine Art Association (PAG) (1953) voor "Fruit Vendors"
- 1e prijs van The Philippine Art Association (PAG) (1959) voor "Mending the Nets"
- 1e prijs van The Philippine Art Association (PAG) (1960) voor "Two Women"
- 2e prijs van The Philippine Art Association (PAG) (1962) voor "Trio"

## Collecties
Er zijn collecties van Anita Magsaysay-Ho in:
- het Ateneo Art Gallery, Manilla, Filipijnen
- het Lopez Memorial Museum and Library, Pasig, Filipijnen
- het Metropolitan Museum of Manila, Manilla Filipijnen
- het Yuchengco Museum, Makati, Filipijnen